# Kościół św. Jana Chrzciciela w Zgierzu
Kościół świętego Jana Chrzciciela w Zgierzu – rzymskokatolicki kościół parafialny należący do parafii pod tym samym wezwaniem (dekanat zgierski archidiecezji łódzkiej).
Jest to świątynia wzniesiona w latach 1991–2005 według projektu architekta Wojciecha Bielaka. Fundatorem budowy kościoła (do stanu surowego) jest Jerzy Godlewski. Kościół został poświęcony w dniu 10 listopada 1996 roku przez arcybiskupa Władysława Ziółka, konsekrowany został w dniu 24 czerwca 2001 roku przez tego samego arcybiskupa.
Do wyposażenia świątyni należą: ołtarz główny z płaskorzeźbą św. Jana Chrzciciela, obok dwie płaskorzeźby. Jedna przedstawia Cud w Kanie Galilejskiej, druga cudy uzdrowienia chorych i wypędzanie złych duchów, ich autorem jest ks. Tadeusz Furdyna SDB. Ołtarz główny oraz ambonka drewniana zostały zaprojektowane przez Beatę Mirowską. Dwa boczne ołtarze w drewnie pod wezwaniem Matki Boskiej Częstochowskiej i Jezusa Miłosiernego są umieszczone w kaplicy Fundatorów. W 2001 roku została zamontowana wieża świątyni, w której znajdują się są 3 dzwony – o masie 800, 500 i 260 kilogramów, z rozruchem elektrycznym (ich autorem jest Janusz Felczyński), stacje Drogi Krzyżowej w formie drewnianych płaskorzeźb, zostały ufundowane przez rodzinę Jarmużów. Rzeźby w drewnie wykonał Henryk Jaśkiewicz. Organy są elektroniczne.